# Fairlee
Fairlee är en kommun (town) i Orange County i delstaten Vermont i USA. År 2000 hade Fairlee cirka 967 invånare. Den har enligt United States Census Bureau en area på totalt 55,0 km², varav 2,7 km² är vatten. 